# Vokslev Kirke
Vokslev Kirke er beliggende i Vokslev Sogn, Aalborg Stift, lidt syd for Nibe.
Den oprindelige kirke er opført i 1100-tallet og omfatter koret og ca. 2/3 af den nuværende kirke. Kirkens døbefont er en romansk granitfont, der sandsynligvis har samme alder som kirken. Derimod er dåbsfadet et hollandsk arbejde fra 1650 og har i bunden indgraveret en jagtscene.
I 1250 er apsis bygget til. Forlængelsen af hovedskibet samt tilføjelse af to sideskibe er sket i 1300-tallet, men kun et af sideskibene er tilbage, idet det sydlige blev brudt ned i 1815. Tårnet, våbenhuset og kirkens hvælvinger er fra gotisk tid omkring år 1400.
Altertavlen er midtfeltet af en luthersk fløjaltertavle fra slutningen af 1500-tallet, men det nuværende maleri er malet i 1700-tallet på den oprindelige træbund.
Koret har kalkmalerier fra 1740-50, udført af Viborg-maleren Mogens Trane. Prædikestolen er opsat i 1589 af ejeren af herregården Lundbæk, Christoffer Michilssøn Tornekrans og hustru Daaritte Juul.

## Eksterne kilder og henvisninger
- Wikimedia Commons har flere filer relateret til Vokslev Kirke
- Byggeår for kirker Arkiveret 14. august 2009 hos  Wayback Machine
- Vokslev Kirke Arkiveret 31. januar 2011 hos  Wayback Machine hos nordenskirker.dk
- Vokslev Kirke hos KortTilKirken.dk